# لي يونغهونغ
لي يونغهونغ (بالصينية: 李勇鸿) (ولد في 16 سبتمبر 1969) رجل أعمال صيني، مالك مجموعة سينو-يوروب سبورتس الصينية، ورئيس نادي إيه سي ميلان لكرة القدم السابق.

## سيرة
في 13 أبريل 2017، أتم شراء نادي إي سي ميلان ونقل ملكيته إلى مجموعته سينو يوروب سبورت.